# John Burton
Pour l'acteur américain du cinéma muet, voir John Burton (acteur).
John Wear Burton, né le 2 mars 1915 à Melbourne et mort le 23 juin 2010 à Sydney, est un diplomate et haut fonctionnaire australien et un théoricien des Relations internationales.

## Biographie
Il est considéré comme l'un des premiers transnationalistes en relations internationales, notamment en raison de son ouvrage World Society de 1972. Il y désigne l'individu, et non pas l'État, comme acteur principal et base de réflexion en relations internationales, un revirement de la pensée en RI qui sera repris plus tard par des auteurs comme James Rosenau ou Bertrand Badie. Burton dans World Society propose de remplacer le modèle des boules de billards (les États et leurs heurts en fonction de leur puissance) d'Arnold Wolfers par le modèle de la toile d'araignée (les relations et les transactions multiples et transfrontalières entre individus et groupements d'individus).